# James G. Anderson
James Gilbert Anderson  (* 1944 in Spokane, Washington) ist ein US-amerikanischer Geochemiker und Geophysiker.
Anderson studierte an der University of Washington mit dem Bachelor-Abschluss und wurde an der University of Colorado in Physik und Geophysik promoviert. Ab 1978 war er Professor an der Harvard University und ab 1982 Philip S. Welt Professor für Atmosphärische Chemie. 1998 bis 2001 stand er der Fakultät für Chemie und Chemische Biologie vor.
Er untersucht die Aktivität chemischer Radikale auf quantenmechanischer Grundlage und ist bekannt für seine Erforschung der Rolle von Radikalen in der Chemie der Atmosphäre, speziell der Ozonschicht, relevanten katalytischen Prozessen und dem Einfluss von Strahlung und Dynamik.
1996 erhielt er den Arthur-L.-Day-Preis für sein Studium der Häufigkeit und Chemie von Radikalen in der Stratosphäre und des Einflusses des Menschen auf die Ozonschicht. 1993 erhielt er den Gustavus John Esselen Award der American Chemical Society und den Ernest-Orlando-Lawrence-Preis und er erhielt den Ledlie Prize der Harvard University und mehrere Preise der UN. Für 2017 wurde ihm mit der Lichtenberg-Medaille die höchste Auszeichnung der Akademie der Wissenschaften zu Göttingen zugesprochen, für 2021 der Dreyfus Prize in the Chemical Sciences. Er ist Mitglied der National Academy of Sciences, der American Academy of Arts and Sciences, der American Association for the Advancement of Science und der American Philosophical Society und Fellow der American Geophysical Union.